# Frederik Christian Kiærskou

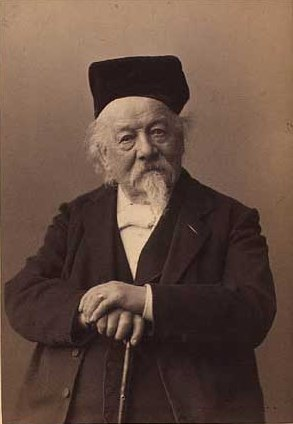
F.C. Kiærskou ett par år före sin död.

Frederik Christian Kiærskou (vid dopet var namnet Kiærschou), född 26 mars 1805 i Köpenhamn, död där 5 juni 1891, var en dansk konstnär.
Kiærskou blev föräldralös när han var nio år gammal och placerades då i Det Kongelige Vajsenhus skola. Efter sin konfirmation fick möjlighet att studera vid Danska konstakademien i Köpenhamn där han studerade för Christoffer Wilhelm Eckersberg, samtidigt studerade han dekorationsmåleri för landskapsmålaren Jens Peter Møller.
Han vistades i Sverige 1835 och 1845 samt 1849 och följande år, då han för bröderna Albert och Filip Bonniers räkning målade av sevärda platser i Sverige. Målningarna litograferades sedan av Alexander Nay och utgavs häftesvis 1850-1856 i verket Sverige framstäldt i taflor. Bokverket blev en betydande bokhandelsframgång för bröderna Bonniers och upptog även någon enstaka bild av svenska konstnärer, bland annat medverkade Joseph Magnus Stäck. Kiærskou valdes in som medlem i Svenska konstakademin 1845. är representerad vid bland annat Nationalmuseum i Stockholm.
Han var son till kopisten i Politiretten Jacob Kiærskou och Susanne Dorothea Lind samt från 1927 gift med Ida Gindrup.